# Kamen Rider Wizard in Magic Land
Kamen Rider Wizard in Magic Land (劇場版 仮面ライダーウィザード in Magic Land Gekijōban Kamen Raidā Wizādo In Majikku Rando) là bộ phim điện ảnh của loạt phim truyền hình Kamen Rider Series Kamen Rider Wizard. Bộ phim được phát hành vào ngày 3 tháng 8 năm 2013, song song với Zyuden Sentai Kyoryuger: Gaburincho of Music. Tiêu ngữ của bộ phim là "Kim Ma Pháp Sư Kamen Rider Sorcerer thăng thiên" (金色の魔法使い・仮面ライダーソーサラー降臨 Kin'iro no Mahōtsukai Kamen Raidā Sōsarā Kōrin) và "Một thế giới bị ma thuật thống trị - Cuộc chiến tuyệt vọng chống lại ma thuật cuối cùng nổ ra!!" (魔法に支配された世界－絶体絶命の危機に『最後の魔法』が炸裂する!! Mahō ni Shihai-sareta Sekai - Zettaizetsumei no Kiki ni "Saigo no Mahō" ga Sakuretsu-suru). Bộ phim có sự tham gia của Takanori Jinnai trong vai nhân vật phản diện Minister Auma/Kamen Rider Sorcerer.

## Cốt truyện
Mở đầu phim là cảnh KR Sorcerer đang đứng trên nóc một tòa nhà, kế ông ta là Koyomi nằm bất tỉnh vì một lý do nào đó, Haruto xuất hiện, biến hình và bắt đầu cuộc đấu. Sorcerer dùng Create Ring và đưa cả ba người bọn họ đến vùng đất ma thuật. Rinko và Shunpei cũng có mặt ở Magic Land, nhưng họ không nhận ra Haruto. Một lũ Ghouls bỗng xuất hiện, Rinko, Shunpei, những người trong tiệm Donut, v.v... đều bất ngờ biến hình thành Mage để tiêu diệt chúng. Sau khi nghe giải thích rằng ở vùng đất này mọi người đều có thể sử dụng phép thuật để biến hình, Haruto và Koyomi được Rinko dẫn đến chỗ Hoàng đế Maya. Trên đường đi thì Haruto có hỏi Rinko về Golden Wizard, cô trả lời rằng mọi người đều biết đến sự tồn tại của Golden Wizard.
Một cậu bé tên là Shiina làm việc tại cửa hàng của Wajima. Cậu là một Gate và đang bị truy đuổi bởi Phoenix, Medusa và Gremlin. Biết được điều đó, Haruto đuổi theo chiến đấu với Phantom, trên đường thì gặp Kousuke đang câu mayonnaise, Haruto sẵn lôi luôn cậu ta tham gia vào trận chiến. Wizard biến đổi thành Flame Dragon, sử dụng Drago Timer và triệu hồi 4 form, Beast lên Hyper và tiêu diệt Medusa, Water Dragon và Land Dragon tiêu diệt Gremlin, Flame Dragon và Hurricane Dragon tiêu diệt Phoenix. Sau đó, Wizard và Beast vào Underworld của Shiina và tiêu diệt hai Phantom của cậu bé.
Sorcerer thường ra ngoài vào ban đêm và bắt cóc người, mẹ của Shiina cũng vì thế mà chết, những người chết thì được ông ta bỏ vào một cái máy, trong đó là những bộ xương được xếp chồng lên nhau. Haruto và Kousuke sử dụng Small Ring và đột nhập vào lâu đài, sau đó sử dụng Dress Up Ring để trà trộn vào quân lính. Không may hai người bị Maya phát hiện và phải chạy trốn, trên đường họ gặp Orma (Sorcerer). Beast nói vì đây là vùng đất của anh nên muốn tự mình chiến đấu và kêu Wizard trốn thoát trước. Sorcerer mạnh đến nỗi có thể giết chết Beast, nhưng Beast may mắn thoát chết nhờ Chameleon Ring.
Maya tuyên bố với tất cả thần dân rằng Haruto là kẻ xâm nhập bất hợp pháp, các Mage bắt đầu tấn công Haruto. Căng thẳng giữa hai bên lên cao khi Haruto phá hủy những thiết bị thanh toán bằng phép thuật trong thành phố, vì ở nơi này phép thuật được coi như là một loại đơn vị tiền tệ. Koyomi, Shiina, Rinko và Shunpei đều đứng ra bảo vệ cho Haruto trong khi Beast tiêu diệt Mage. Haruto quyết định quay trở lại lâu đài.
Lúc này thì Maya khởi động cái máy, tất cả mọi người có khả năng pháp thuật bắt đầu rơi vào tuyệt vọng, chỉ có Koyomi, Shiina và Maya không bị ảnh hưởng bởi nó, và Maya thì không có mana nào trong người cả. Sorcerer xuất hiện và tiết lộ ông ta thực chất là một Phantom. Tìm thấy hy vọng từ trong chính sự tuyệt vọng, Haruto biến hình thành Wizard, sử dụng tất cả các Styles, và cuối cùng là Infinity. Wizard lấy ra Finish Strike Ring, biến thành Infinity Dragon và đánh bại Sorcerer.
Kết thúc, Haruto và Koyomi trở về thế giới thật của họ, Haruto kiểm tra xem coi Shunpei có giữ bất cứ Driver nào không, cũng không quên kiểm tra cả Rinko và được cô cho ăn một cái tát đẹp mặt.

## Diễn viên
- Haruto Soma (操真 晴人 Sōma Haruto?): Shunya Shiraishi (白石 隼也 Shiraishi Shun'ya?)
- Koyomi (コヨミ?): Makoto Okunaka (奥仲 麻琴 Okunaka Makoto?)
- Kosuke Nito (仁藤 攻介 Nitō Kōsuke?): Tasuku Nagase (永瀬 匡 Nagase Tasuku?)
- Shunpei Nara (奈良 瞬平 Nara Shunpei?): Junki Tozuka (戸塚 純貴 Tozuka Junki?)
- Rinko Daimon (大門 凛子 Daimon Rinko?): Yuko Takayama (高山 侑子 Takayama Yūko?)
- Misa (Medusa) (ミサ（メデューサ） Misa (Medyūsa)?): Erina Nakayama (中山 絵梨奈 Nakayama Erina?)
- Yugo (Phoenix) (ユウゴ（フェニックス） Yūgo (Fenikkusu)?): Atsumi (篤海?)
- Sora (Gremlin) (ソラ（グレムリン） Sora (Guremurin)?): Takahisa Maeyama (前山 剛久 Maeyama Takahisa?)
- Manager of Donut Shop (ドーナツ屋店長 Dōnatsuya Tenchō?): Kaba-chan (KABA.ちゃん?)
- Worker of Donut Shop (ドーナツ屋店員 Dōnatsuya Ten'in?): Ryo Tayano (田谷野 亮 Tayano Ryō?)
- Shigeru Wajima (輪島 繁 Wajima Shigeru?): Hisahiro Ogura (小倉 久寛 Ogura Hisahiro?)
- Shiina (シイナ?): Tsubasa Takizawa (瀧澤 翼 Takizawa Tsubasa?)
- Captain of the Guards (近衛隊長 Konoe Taichō?): Ryuji Sainei (載寧 龍二 Sainei Ryūji?)
- Maya (マヤ?): Shugo Oshinari (忍成 修吾 Oshinari Shūgo?)
- Auma (オーマ Ōma?): Takanori Jinnai (陣内 孝則 Jinnai Takanori?)
- Speaking Door (喋る扉 Shaberu Tobira?, Voice): Ayano Fukuda (福田 彩乃 Fukuda Ayano?)

### Diễn viên phục trang
- Kamen Rider Wizard: Seiji Takaiwa (高岩 成二 Takaiwa Seiji?)[4]
- Kamen Rider Beast, Phoenix: Jun Watanabe (渡辺 淳 Watanabe Jun?)[4]
- Kamen Rider Sorcerer: Eitoku (永徳?)[5][6]

## Theme song
Bài hát chủ đề của phim là "The Finale Of The Finale" được trình bày bởi Rider Chips.
- - Lời: Shoko Fujibayashi
  - Sáng tác: Yoshio Nomura
  - Cải biên: Rider Chips
  - Thể hiện: Rider Chips